# Drachenhaus Verlag

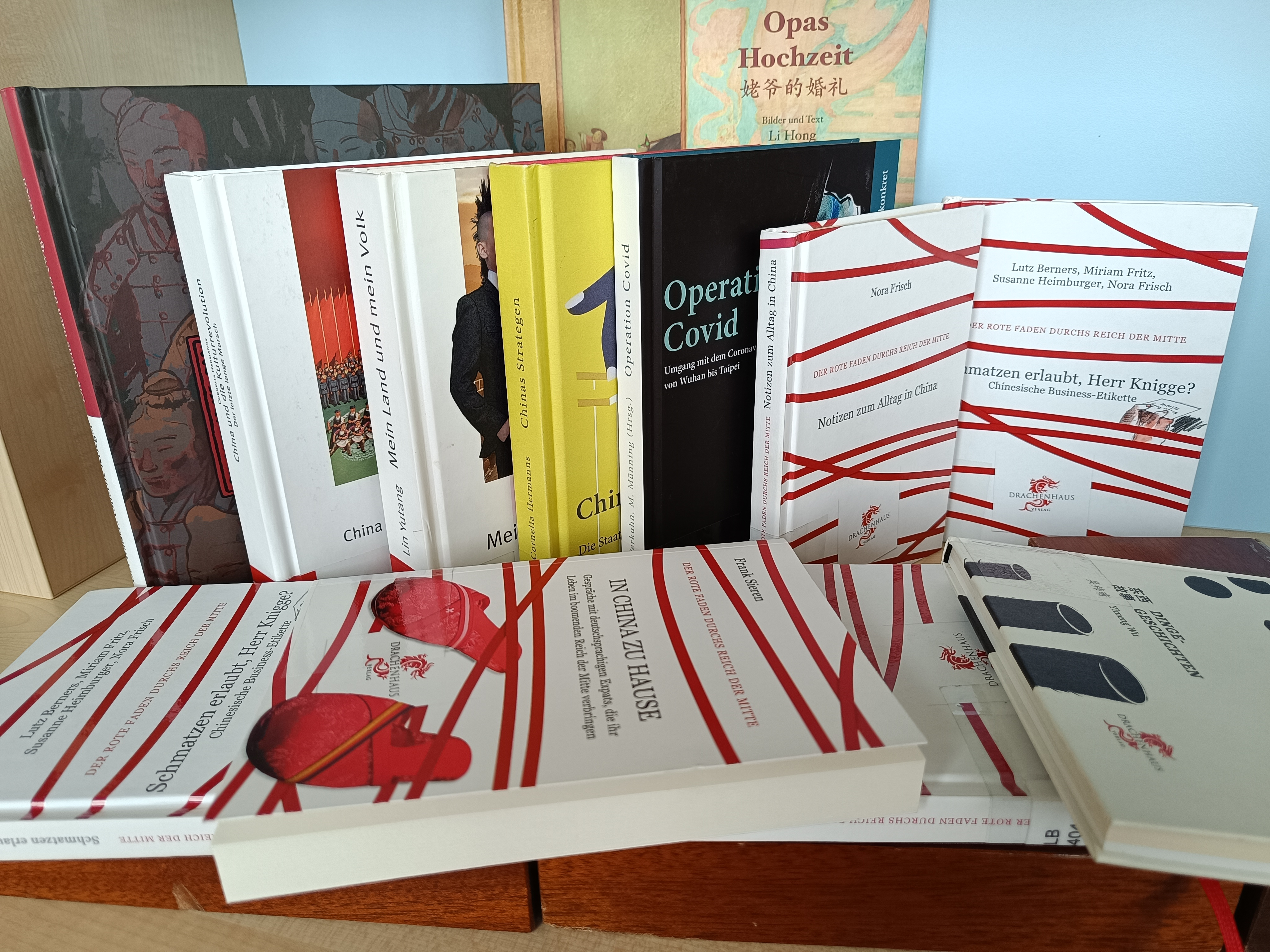
Bücher des Drachenhaus Verlags

Der Drachenhaus Verlag ist ein unabhängiger Buchverlag mit Sitz in Esslingen. Er wurde 2010 von der Sinologin Nora Frisch gegründet.
Die Publikationen umfassen Fach- und Sachbücher, Koch- und Kinderbücher, Reportagen und Belletristik und beschäftigen sich mit dem chinesischen Kulturraum.

## Verlagslogo
Der rote Drache ist in China ein Glückssymbol. Während er in Europa als feuerspeiender Inbegriff des Schreckens galt, war der Drache im Agrarstaat China seit jeher positiv belegt: Man sah in ihm, dem Herrscher über Luft und Regen, einen segensreichen Wasserspender. In seiner Funktion als Seelenbegleiter ins Jenseits wurde ihm fast religiöse Bedeutung zugeschrieben. Als Verlagslogo steht er für das auf den chinesischen Kulturraum spezialisierte Programm des Drachenhaus Verlags.

## Unternehmensphilosophie
Eine hochwertige Ausstattung und kunstvolle Illustrationen sollen Freude am Medium Buch machen. Außerdem hat der Verlag den Anspruch, Texte so aufzubereiten, dass auch komplexe Sachverhalte bei der Vermittlung der chinesischen Kultur gut verstanden werden können. Ziel ist es, zu einem besseren Verständnis für die chinesische Mentalität beizutragen.

## Verlagsprogramm
In der Verlagsreihe Yin & Yang erscheinen Ernährungsberater mit Rezeptteil, Bücher über die chinesische Teekultur, über Bewegungsphilosophien wie Qigong und Taiji sowie über die Gestaltung von Lebensräumen nach den Prinzipien von Fengshui.
Die Reihe Einblicke beinhaltet Reportagen ins chinesische Leben und gewähren Einblicke „hinter die Kulissen“ – so erzählt der Titel „Letzte Dinge“ etwa über den Umgang mit dem Tod und die Bestattungskultur in China.
Die Reihe Der Rote Faden richtet sich an China-Einsteiger. Sie gibt einen ersten Überblick über Alltagsleben, Gebräuche, Sitten und Gewohnheiten. Die kompakten Ratgeber sollen helfen, in dieser fremden Kultur Fettnäpfchen zu vermeiden – zum Beispiel, indem sie uns erklären, warum gelbe Blumen ein denkbar ungeeignetes Gastgeschenk sind oder warum beim Zuprosten das Glas nie höher als das des Gastgebers gehoben werden sollten.
Die Reihe Chinas Geschichte arbeitet einzelne Episoden auf Basis von wissenschaftlichen Erkenntnisse in verständlichen und einfach zu lesenden Texten auf.
In der Reihe Literatur erscheint unter anderem der Andersen-Preisträger Cao Wenxuan, dessen Werke an chinesischen Schulen Pflichtlektüre sind.
Die Reihe Volksmund spürt in Märchen, Mythen, Geister- und Sprichwortgeschichten die Wurzeln der chinesischen Kultur auf.
China konkret sammelt zentrale Werke zur Ideengeschichte Chinas, die für das Verständnis des gegenwärtigen Chinas von grundlegender Bedeutung sind, wie zum Beispiel das Werk zur chinesischen Mentalität "Mein Land und Mein Volk" (My Country and My People – 吾國與吾民 Wú guó yǔ wú mín) des bekannten chinesischen Schriftstellers Lin Yutang (林語堂) aus dem Jahr 1935.
Die zweisprachige Kinderbuchreihe China für Kinder vermittelt jungen Lesern diverse Aspekte der chinesischen Kultur und soll Freude am Entdecken fremder Kulturen machen.

## Autoren und Herausgeber
Autoren im Verlag sind unter anderem der Sinologe Thomas Heberer, der Schriftsteller Lin Yutang, der Reformer Kang Youwei, der Kinderbuchautor Cao Wenxuan, der Maler und Zeichner Friedrich Schiff, der Jurist Gerd Kaminski, die Germanistin und Wirtschaftswissenschaftlerin Wei Manske-Wang, der Mediziner und Künstler Xiao Lin (Lin Dihuan), der Kinderbuchautor Mei Zihan, der Dozent Stephan Jüngling, der Manager Tobias W. Loitsch, der  Journalist Frank Sieren und der Reiseschriftsteller Frank Quilitzsch.

## Mitgliedschaften
Der Drachenhaus Verlag ist Mitglied im Börsenverein des Deutschen Buchhandels und in der Kurt Wolff Stiftung.

## Auszeichnungen
- 2015: Gourmand World Cookbook Award für "Suppen aus China"
- 2016: Der Autor Cao Wenxuan bekam den Hans Christian Andersen Preis[2]
- 2017: Gourmand World Cookbook Award für Glücksrezepte[3] und Teezeit ("Best in the World")[4]
- 2017: Der Titel Straßenlaterne Nr. 8 kam bei der 57. Münchner Bücherschau auf die Liste "100 Beste" in der Kategorie "Besondere Bilderbücher und Bilderbuchkunst"[5]
- 2019: Das Kinderbuchprogramm des Drachenhaus Verlags wird mit dem Gütesiegel "KIDS und Co – Empfohlen 2019" ausgezeichnet
- 2020: Das Kinderbuchprogramm des Drachenhaus Verlags wird mit dem Gütesiegel "KIDS und Co – Empfohlen 2020" ausgezeichnet